# La noche americana
La noche americana (La nuit américaine) es una película francesa de 1973, dirigida y protagonizada por François Truffaut, junto a Jacqueline Bisset y Jean-Pierre Léaud en los papeles principales.
La historia narra las tribulaciones de un director de cine durante el rodaje de una película.
El filme toma su título de la técnica cinematográfica del mismo nombre, que consiste en la aplicación de un filtro oscuro sobre la lente de la cámara que simula que se rueda de noche.

## Argumento
En un estudio de cine en Niza, se prepara el rodaje de la película Je Vous Présente Paméla, un melodrama lleno de lugares comunes. Los actores son Alexandre (Jean-Pierre Aumont) y Séverine (Valentina Cortese), ambos estrellas de un tiempo pasado, Alphonse (Jean-Pierre Léaud), un galán joven y temperamental con aires de divo, y una actriz británica, Julie Baker (Jacqueline Bisset)
Entrelazadas en el guion van apareciendo situaciones y conflictos de la vida de los actores y del equipo técnico: Julie Baker, inestable por una crisis nerviosa y casada con un médico mucho mayor que ella; Alphonse, que amenaza con abandonar la filmación cuando su novia lo deja por uno de los técnicos; Alexandre, el veterano, muy profesional en sus escenas, pero nervioso e impaciente por ir a buscar a un muchacho al aeropuerto; la veterana estrella Séverine, que tiene problemas con el alcohol y olvida sus diálogos (en una memorable escena de la película se equivoca de puerta varias veces en dos minutos).
El desarrollo de la filmación se muestra a través de escenas entre el personal técnico y el director Ferrand (François Truffaut), que trabajan intensamente para lograr entregar la película terminada en el tiempo estipulado.

## Reparto
- Jacqueline Bisset - Julie
- Valentina Cortese - Severine
- Dani - Liliane
- Alexandra Stewart - Stacey
- Jean-Pierre Aumont - Alexandre
- Jean Champion - Betrand
- Jean-Pierre Léaud - Alphonse
- François Truffaut - Director Ferrand
- Nathalie Baye - Joelle
- David Markham - Doctor Nelson
- Zénaïde Rossi - Madame Lajoie
- Xavier Saint-Macary - Christian

## Premios y nominaciones
- La película ganó el Óscar a la mejor película de habla no inglesa 1974, y obtuvo tres nominaciones: al mejor director, a la mejor actriz de reparto (Valentina Cortese), y al mejor guion original en 1974.
- Premio BAFTA 1974: a la mejor dirección (François Truffaut), a la mejor película, y a la mejor actriz secundaria (Valentina Cortese)
- Premio NYFCC Award 1974: al mejor director, a la mejor película y a la mejor actriz secundaria (Valentina Cortese)
- Premio NSFC Award 1974: al mejor director, a la mejor película y a la mejor actriz secundaria (Valentina Cortese)
- Premio de los Críticos 1974 : a la mejor película (Francois Truffaut)